# Ludwig Scheibler

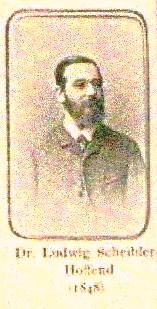
Ludwig Scheibler

Ludwig (Adolf) Scheibler (* 7. Juni 1848 in Monschau; † 5. Februar 1921 in Bad Godesberg) war ein deutscher Kunsthistoriker.

## Leben und Wirken
Der Sohn des Tuchfabrikanten und preußischen Kommerzienrates Johann Heinrich Louis Scheibler (1817–1887) und der Arnoldine Adolphine Janssen (* 1824) absolvierte nach seiner Schulzeit zunächst eine Lehre in einer Burtscheider Tuchfabrik. Anschließend leistete er seinen Militärdienst, den er erst nach dem Deutsch-Französischen Krieg im Jahre 1871 beenden konnte. Es folgten eine dreijährige Tätigkeit in der väterlichen Tuchfabrik in Monschau, bevor er schließlich ab 1874 Kunstgeschichte an der Universität Bonn studierte und 1880 mit seiner Dissertation über „Die anonymen Meister und Werke der Kölner Malerschule von 1460 bis 1500“ promoviert wurde. Opponenten seiner Dissertation waren Karl Lamprecht, August Kalkmann und Eduard Schwartz. Zur Vertiefung seines Wissens unternahm Scheibler in dieser Zeit mehrere Studienfahrten, die ihm unter anderem durch Deutschland, durch die Niederlande und das nördliche Frankreich sowie durch Italien und schließlich nach Madrid und London führten. Besonders inspirierten ihn dabei die Vorlesungen des Kunsthistorikers Carl Justi (1832–1912).
Durch Scheiblers Dissertation auf ihn aufmerksam geworden, berief ihn im Jahre 1880 der amtierende Direktor der Gemäldegalerie Julius Meyer (1830–1893) nach Berlin, wo Scheibler gemeinsam mit Meyer und dessen Nachfolger Wilhelm von Bode die zweite Ausgabe des Dauerkatalogs der Ausstellungswerke zusammenstellen durfte, welcher 1883 herausgegeben wurde. In dieser Zeit beschäftigte sich Scheibler außerdem intensiv mit den Werken von Jan van Scorel und Jacob Cornelisz. van Oostsanen und brachte hierzu entsprechende Schriften heraus.
Im Herbst 1883 wechselte Scheibler an das Wallraf-Richartz-Museum in Köln, wo er seine Forschungen über die Altniederländische Malerei aber auch über die deutsche Malerei des 13. bis 16. Jahrhunderts forcierte. Um das Jahr 1890 galt Scheibler als einer der Ersten, der besonders die Arbeiten der drei Maler gleichen Namens Bartholomäus Bruyn der Ältere, Bartholomäus Bruyn der Jüngere und Bartholomäus Bruyn III. charakterisierte und klassifizierte. Scheiblers Analysen fanden Eingang in die Publikation von Eduard Firmenich-Richartz: Bartholomäus Bruyn und seine Schule – eine kunsthistorische Studie. Von 1894 bis 1896 entstand schließlich eine intensive Zusammenarbeit mit seinem Assistenten Max J. Friedländer, welcher zu jener Zeit ebenfalls auf dem Gebiet der altniederländischen Malerei forschte und später zu Wilhelm von Bode nach Berlin wechselte.
Scheiblers Recherchen über alte deutsche Maler ließen ihn auch auf die Malerfamilie Cranach stoßen, wobei er wichtige Beiträge zu den Werken Lucas Cranach des Älteren lieferte, wie in den „Cranachstudien“ von Eduard Flechsig vom Jahr 1900 vermerkt wurde. Dies führte ihn auch zu Forschungen über den Porträtkünstler Hans Maler zu Schwaz (1480–1526/29), der zwar in Ulm geboren und dort auch lange Zeit gewirkt hatte, aber ab 1517 nach Schwaz bei Innsbruck zog und vor allem Angehörige der Familie Fugger porträtierte. Da der im gleichen damaligen Zeitraum, allerdings in Kronach lebende Vater von Lucas Cranach ebenso als Hans Maler bekannt war und im gleichen Genre tätig war, konnte dies leicht zu Verwechslungen zwischen diesen beiden namens- und zeitgleichen Künstlern führen. Hierzu konnte Scheibler auf Grund seiner Forschungsarbeiten nicht nur die räumliche Distanz der beiden Künstler belegen, sondern vor allem die wesentlich bedeutenderen Werke des Ulmer Hans Maler diesem eindeutig zuweisen. Zu ähnlichen Ergebnissen kam auch der unabhängig von Scheibler über die gleichen Thematik forschende Robert Vischer. Der Kunsthistoriker Stefan Krause führt hierzu die entsprechende Beweisführung Scheiblers und Vischers in seiner Dissertation über Die Porträts von Hans Maler – Studien zum frühneuzeitlichen Standesporträt von 2008 auf.
Ob Scheibler, der zwischenzeitlich gemäß dem Dictionary of Art Historians das Wallraf-Richartz-Museum auch als Direktor geleitet haben soll, diese Aufgabe tatsächlich übernommen hatte, ist unklar. Jedenfalls setzte er sein Hauptaugenmerk ebenso wie bereits bei seiner Promotion auf die weitere Erforschung und Vertiefung der Erkenntnisse über die Kölner Malerschule, deren Ergebnisse er zusammen mit dem späteren Direktor Carl Aldenhoven (1842–1907) 1902 in der gemeinsamen Publikation und Scheiblers Hauptwerk Geschichte der Kölner Malerschule veröffentlichte. Nach Scheiblers Tod im Jahre 1921 wurden diese Forschungen von dem Kunsthistoriker und ab 1918 ebenfalls Direktor des Museums Karl Schaefer (* 1870) in Köln weiter geführt.
Spontan und aus unerklärlichem nicht nachvollziehbarem Grund beendete Scheibler kurz nach 1904 seine Tätigkeit als Kunsthistoriker, zog sich nach Bad Godesberg zurück und trat fortan lediglich noch vereinzelt als autodidaktischer Musikwissenschaftler und Musikkritiker in Erscheinung. Zusammen mit Otto Erich Deutsch befasste sich Scheibler hierbei vor allem mit den frühen Werken von Franz Schubert.  Zurückgezogen und fast vergessen verbrachte er so seinen Lebensabend. Willi Kahl widmete ihm 1938 seine Dissertation über das Schrifttum Franz Schubert an der Kölner Universität.

## Charakteristik
Es war wohl die introvertierte und immer schon nüchterne, kühle, pedantische und analytische Vorgehensweise Scheiblers, die dazu führte, dass er zu Lebzeiten nicht unbedingt verstanden oder akzeptiert wurde. Sein früherer Förderer und Vorgesetzter Wilhelm von Bode vermerkte in einer späteren Beurteilung über Scheibler, dass „Sein scheues, abgeschlossenes Wesen, die Einseitigkeit in seinem Wissen und seinen Interessen, seine hastige, undeutliche Sprache, schließlich eine unvorsichtige Heirat, es bewirkten, dass er einsam durch die Welt gegangen ist, mit niemand befreundet und nur von einigen wenigen gekannt und richtig erkannt. Als Galeriebeamter war er uns von keinem besonderen Wert; er machte seine Katalogarbeit fleißig und gewissenhaft, aber seine Kenntnisse in den älteren nordischen Schulen nützten uns wenig für die Vermehrung der Sammlung, da Scheibler zu wenig Geschmack und Qualitätssinn hatte und für galeriewürdig nur hielt, was ihn wissenschaftlich interessierte.“
„Innerhalb dieser Einseitigkeit hat Scheibler allerdings viel mehr geleistet als heute anerkannt oder überhaupt noch bekannt ist. Seine Methode, die er schon aus Bescheidenheit nicht als solche bezeichnete, hatte etwas von der des Lermolieff (Giovanni Morelli), war aber weit vielseitiger und gewissenhafter und ohne jeden lehrhaften Charakter oder den sarkastischen Beigeschmack des „Propheten“ Morelli. Ihm kam es ausschließlich darauf an, die Charakteristik eines Malers nach allen Richtungen durchzuarbeiten, ihn danach als Künstler und in seinem Verhältnis zu Vorgängern und Nachfolgern festzulegen und sein Oeuvre aufzustellen.“
„‚Omnia mea mecum porto‘ konnte er von sich sagen: er war unzertrennlich von seiner kleinen dicken Mappe, die genau geordnete Nachbildungen von möglichst allen Bildern enthielt, die in sein Gebiet fielen. Auf diesen Blättern hatte er in seiner engen Schrift stenographisch alles, was ihm bei jedem Bilde einfiel, aufnotiert. Und ihm fiel sehr viel ein. Nicht bloß bei der Anatomie, bei Ohren und Nasen und schmutzigen Nägeln hielt er sich auf. Auffassung und Komposition, Zeichnung, Farbgebung, Malweise, Holzart der Tafeln, die Inschriften darauf, selbst die Art der Risse der Farben u. a. m. studierte er. Damit und durch stetes Vergleichen mit verwandten Gemälden arbeitete er die Charakteristik seiner Künstler heraus. Scheibler hat durch seinen scharfen Blick und durch diese überaus gewissenhafte Art zur wissenschaftlichen Erforschung der älteren niederländischen und deutschen Malerei den Grund gelegt, auf dem heute Männer wie Max Friedländer und Georges Hulin weiterarbeiten.“

## Familie
Ludwig Scheibler heiratete 1884 Sibylle Hoffend (* 1857) aus Wesseling, Tochter eines Getreidehändlers. Die Ehe blieb kinderlos. Ludwig Scheiblers Schwester Julie (* 1851) und ihr Ehemann Bernhard Heinrich Scheibler (1846–1918) aus einer Vetternlinie der weit verzweigten Unternehmerfamilie Scheibler, waren die Eltern des Monschauer Bürgermeisters Walter Scheibler.

## Veröffentlichungen (Auswahl)
- Die hervorragendsten anonymen Meister und Werke der Kölner Malerschule von 1460 bis 1500. Dissertation, Bonn 1880.
- Ludwig Scheibler und Wilhelm Bode: Verzeichnis der Gemälde des Jan van Scorel. In: Jahrbuch der Berliner Museen. Band 2, 1881, S. 212 ff.
- Die Gemälde des Jacob Cornelisz von Amsterdam. In: Jahrbuch der Preußischen Kultursammlungen. Band 3, 1882 S. 13–29.
- Ludwig Scheibler, Julius Meyer und Wilhelm Bode: Katalog der Königliche Gemälde-Galerie zu Berlin. 2. Ausgabe, Weidmann, Berlin 1883.
- Schongauer und der Meister des Bartholomäus-Altars. In: Repertorium für Kunstwissenschaft. Band 7, 1884.
- Die altdeutschen Gemälde auf der schwäbischen Kreisausstellung zu Augsburg 1886. In: Repertorium für Kunstwissenschaften. Band 10, 1887
- Ein neues Bild vom Meister des Todes der Maria. In: Zeitschrift für christliche Kunst. Band 4, Köln, 1891, S. 138 ff.
- Die deutschen Gemälde von 1300 bis 1550 in den Kölner Kirchen. In: Zeitschrift für christliche Kunst. Band 5, 1892, S. 129–142.
- Ein Madonnenbild der Sammlung Mathias Nelles zu Köln. In: Zeitschrift für christliche Kunst. Band 7, 1894, S. 33–34.
- mit Carl Aldenhoven: Geschichte der Kölner Malerschule (= Publikationen der Gesellschaft für Rheinische Geschichtskunde. Band 13). Lübeck 1902 (Digitalisat).
- Die kunsthistorische Ausstellung zu Düsseldorf, 1904 : Die altniederländischen und altdeutschen Gemälde. In: Repertorium für Kunstwissenschaft. Band 27, 1904, S. 524–572
- Franz Schuberts einstimmige Lieder, Gesänge und Balladen mit Texten von Schiller. In: Die Rheinlande, Bonn, April–September 1905.
- Franz Schuberts einstimmige Lieder nach österreichischen Dichtern. In: Musikbuch für Österreich 5 (1908), S. 3–35.